# Huracán José (2017)
El huracán José fue un ciclón tropical poderoso y errático que fue el huracán del Atlántico de mayor duración desde el huracán Nadine en 2012. José fue la décima tormenta nombrada, el quinto huracán y el tercer huracán más importante de la temporada de huracanes del Atlántico de 2017. José se convirtió en una tormenta tropical el 5 de septiembre de 2017 a partir de una onda tropical que dejó la costa oeste de África casi una semana antes. Un período de rápida intensificación se produjo el 6 de septiembre, cuando José alcanzó la intensidad del huracán. El 8 de septiembre, alcanzó su intensidad máxima como un huracán de categoría 4 de alto nivel. Sin embargo, debido a la cizalladura del viento, José se debilitó en los próximos días, ya que completó un bucle anticiclónico al norte de La Española. A pesar de haberse debilitado a una tormenta tropical el 14 de septiembre, José logró recuperar la intensidad del huracán al día siguiente cuando comenzó a curvarse hacia el norte. Nunca se fortaleció por encima del estado de categoría 1 durante el resto de su vida, José se degradó a una tormenta tropical una vez más el 20 de septiembre. Dos días después, José se convirtió en un ciclón post-tropical a medida que avanzaba hacia el noreste de la costa de Nueva Inglaterra. Para el 26 de septiembre, los remanentes de José se disiparon en la costa este de los Estados Unidos.
Inicialmente proyectado para impactar las Antillas ya afectadas por el huracán Irma, José desencadenó evacuaciones en Barbuda con daños catastróficos, así como en Saint Martin. finalmente, cuando José cambió su trayectoria, su núcleo interno y, por lo tanto, los vientos más fuertes permanecieron en alta mar. No obstante, José todavía trajo vientos con fuerza de tormenta tropical a esas islas. Más tarde, José trajo fuertes lluvias, oleaje y oleaje fuerte a la costa este de los Estados Unidos, causando la erosión de las playas y algunas inundaciones. Una mujer murió luego de ser atrapada en una corriente en Asbury Park.

## Historia meteorológica

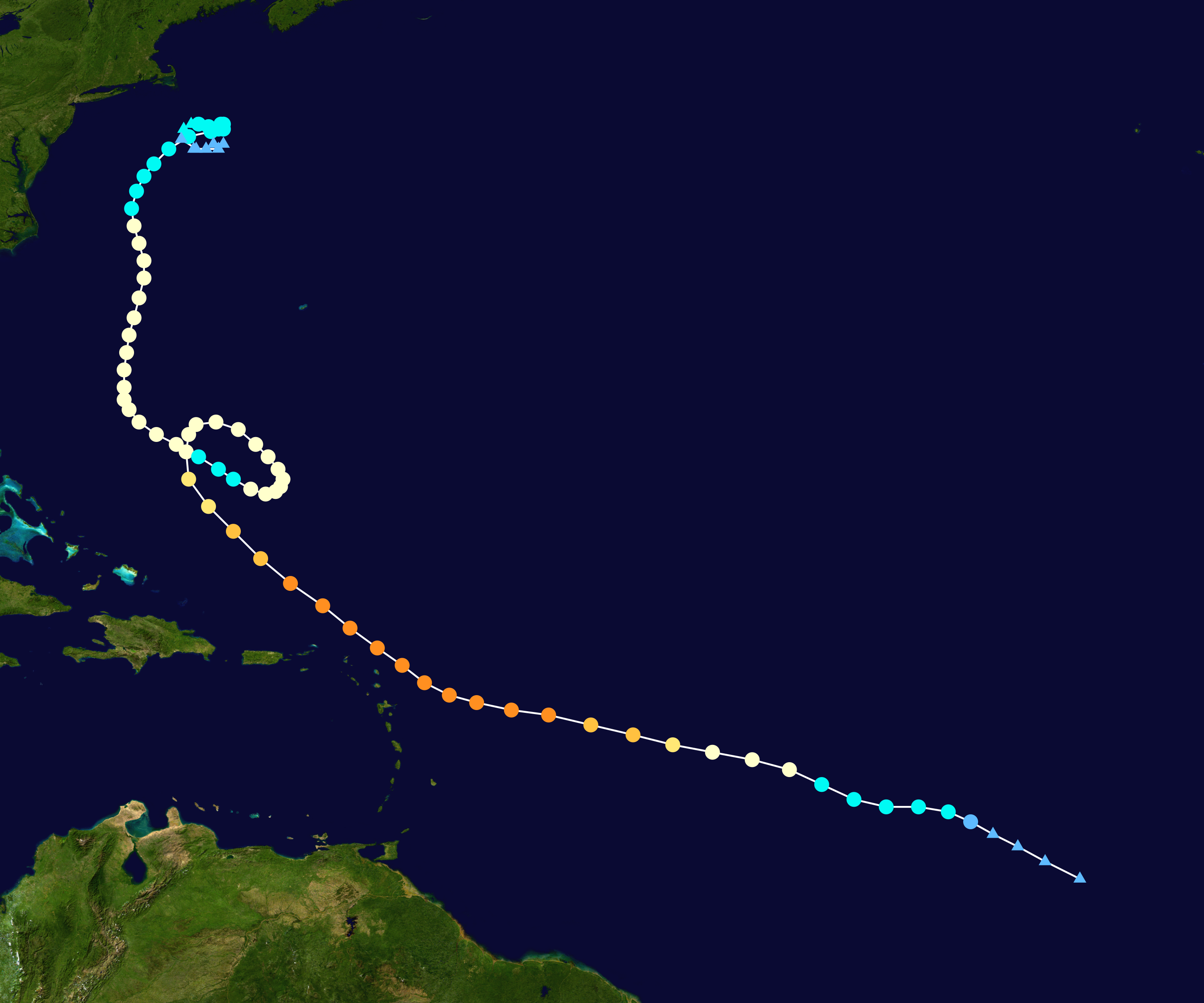
Mapa que traza la trayectoria y la intensidad de la tormenta, de acuerdo con la escala de huracanes de Saffir-Simpson

Una onda tropical que se movía hacia el oeste salió de la costa oeste de África el 31 de agosto. La ola pasó al sur de Cabo Verde el 2 de septiembre, con una gran área de tormentas eléctricas desorganizadas. Sin embargo, las condiciones ambientales favorecieron el desarrollo gradual, lo que llevó al Centro Nacional de Huracanes (NHC) a comenzar a rastrear el sistema. A principios del 4 de septiembre, se formó una baja en la superficie dentro de la ola mientras estaba ubicada a unos 615 mi (990 km) al oeste-suroeste de las islas de Cabo Verde. Se produjo una organización continuada, y se estima una depresión tropical formada a las 06:00 UTC del 5 de septiembre, con la intensificación del estado de tormenta tropical seis horas después; como tal, se llamaba José. Operacionalmente, el Centro Nacional de Huracanes no inició avisos hasta las 15:00 UTC de ese día como tormenta tropical, nueve horas después de haberse formado. Una vez que José se convirtió en una tormenta tropical, se produjo una intensificación gradual dentro del entorno favorable de temperaturas cálidas de la superficie del mar, baja cizalladura del viento y abundante humedad. La tormenta desarrolló una característica similar a la de un ojo y una convección radial simétrica, ya que rastreaba de oeste a noroeste bajo la influencia de una cresta subtropical. A principios del 6 de septiembre, se produjo un período de rápida intensificación, debido a las condiciones favorables, donde José alcanzó la intensidad de huracán a las 18:00 UTC de ese día. Mientras tanto, José, junto con los huracanes Irma y Katia, marcó la primera vez que tres huracanes estuvieron presentes simultáneamente en el Atlántico desde 2010. A pesar de estar cerca del flujo de salida del huracán Irma, que es mucho más grande, hacia el oeste, José continuó intensificándose rápidamente durante los dos días siguientes, lo que finalmente culminó con un viento máximo de 155 mph (250 km/h) y una presión mínima de 938 mbar (27.7 inHg) a las 18:00 UTC del 8 de septiembre, mientras se encuentra al este de las Islas de Sotavento. Al hacerlo, José, junto con Irma cerca de tocar tierra en Cuba como un huracán categoría 5, marcó la primera vez que dos huracanes del Atlántico tuvieron vientos máximos sostenidos de al menos 150 mph (240 km/h) que ocurrieron simultáneamente.

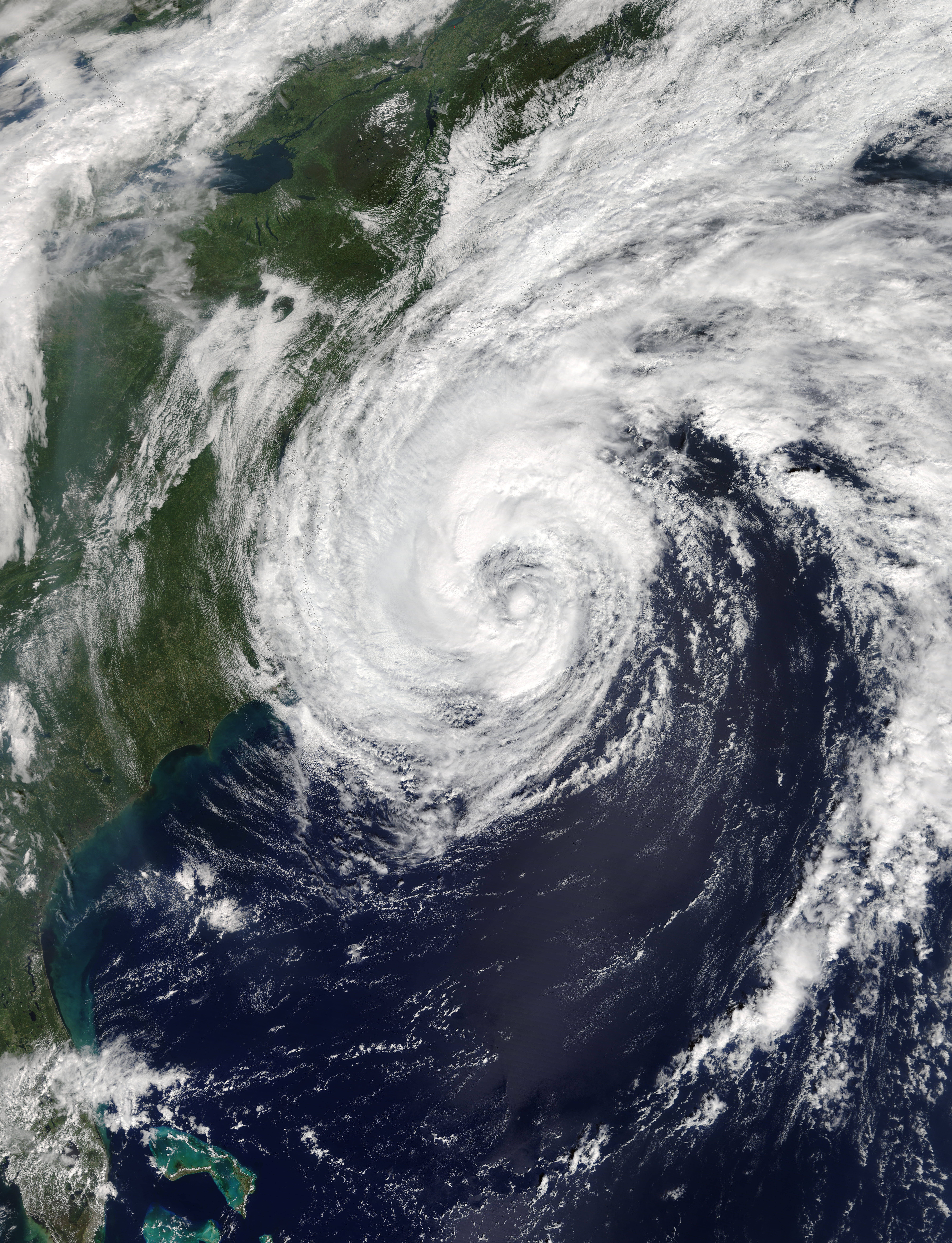
La tormenta tropical José frente a la costa este de los Estados Unidos el 19 de septiembre.

José se debilitó lentamente a medida que el ojo se llenó de nubes y la cizalladura del viento comenzó a afectar la tormenta. cayendo por debajo de la intensidad de la categoría 4 a las 18:00 UTC del 10 de septiembre. La tormenta se debilitó por debajo del estado de huracanes mayores a las 06:00 UTC del día siguiente, y por debajo del estado de la categoría 2 a las 18:00 UTC del 11 de septiembre a medida que una mayor cizalladura del viento comenzó a erosionar el núcleo. A medida que la tormenta entraba en un bucle anticiclónico, José bajó de categoría a una tormenta tropical a las 00:00 UTC del 15 de septiembre, según los cálculos de Dvorak, que pusieron su velocidad del viento por debajo de la fuerza del huracán. En este momento, el Centro Nacional de Huracanes notó que la cizalladura del viento en el norte había mantenido todas las bandas significativas en el cuadrante sureste y el centro estaba al noroeste de la mayor parte de la convección. Sin embargo, a medida que la tormenta estaba completando el ciclo anticiclónico más tarde ese día, un avión de reconocimiento registró vientos de superficie por encima del umbral del huracán. En consecuencia, el Centro Nacional de Huracanes re-actualizó a José a un huracán. Al redondear la periferia occidental de la cordillera subtropical, José avanzó hacia el norte, comenzando el 16 de septiembre. A pesar de un aspecto asimétrico en las imágenes de satélite, el huracán se intensificó ligeramente, alcanzando una intensidad máxima secundaria de 90 mph (150 km/h) a las 12:00 UTC del 17 de septiembre.
El campo de viento se expandió a medida que José continuaba hacia el norte, y se desarrolló una gran banda convectiva a lo largo de la periferia norte a medida que disminuía el área central de tormentas. Un área de convección y una característica ocular se reformaron el 19 de septiembre mientras la tormenta estaba al este de Carolina del Norte. Un vuelo de los Cazadores de Huracanes el 20 de septiembre indicó que José se debilitó al estado de tormenta tropical, momento en el cual la tormenta giró hacia el noreste. A partir de entonces, la convección central disminuyó a medida que la tormenta pasaba al norte de la Corriente del Golfo a temperaturas del agua más frías. A comienzos del 22 de septiembre, el Centro Nacional de Huracanes rediseñó a José como un ciclón post-tropical, luego de que la convección disminuyó por más de 12 horas, y desde que la tormenta adquirió un sistema frontal. La banda convectiva del norte se movió sobre Nueva Inglaterra, mientras que el centro se desplazó hacia el sureste de Cape Cod. Los remanentes de José vagaron por otros tres días, antes de disiparse el 25 de septiembre.

## Preparaciones e impacto

José (derecha) fortalece mientras amenaza a las Islas de Sotavento durante la primera ocurrencia de tres huracanes activos del Atlántico desde 2010. Los huracanes Irma y Katia se pueden ver a la izquierda de José.

### Islas de Sotavento y Bahamas
El huracán José amenazó a las Antillas Menores a los pocos días de un daño catastrófico por el huracán Irma, especialmente en Barbuda, que fue destruido en un 95% por Irma. El gobierno de Antigua y Barbuda comenzó sus esfuerzos el 8 de septiembre para evacuar toda la isla antes de la llegada anticipada de José. Se abrieron nueve refugios que albergan a 17,000 personas en Barbuda. Las mujeres y los niños de San Martín intentaron huir de la isla, aunque los hombres se quedaron. Sin embargo, el núcleo interno permaneció lejos de las Antillas Menores, evitando Antigua y Barbuda. El flujo húmedo del sur a través de las Islas Vírgenes de los Estados Unidos resultó en una actividad de tormenta; se produjeron algunas inundaciones en Saint Croix, que causaron $ 500,000 en daños.
El gobierno de las Bahamas cerró el Aeropuerto Internacional de Nassau y ordenó la evacuación de las vulnerables islas de las Bahamas. El 18 y 19 de septiembre, mientras pasaba por el noroeste de las Bermudas como un huracán de categoría 1, las bandas exteriores de José produjeron ráfagas de viento de hasta 46 mph (74 km/h) y casi 2.5 in (64 mm) de lluvia en las islas.

### Estados Unidos

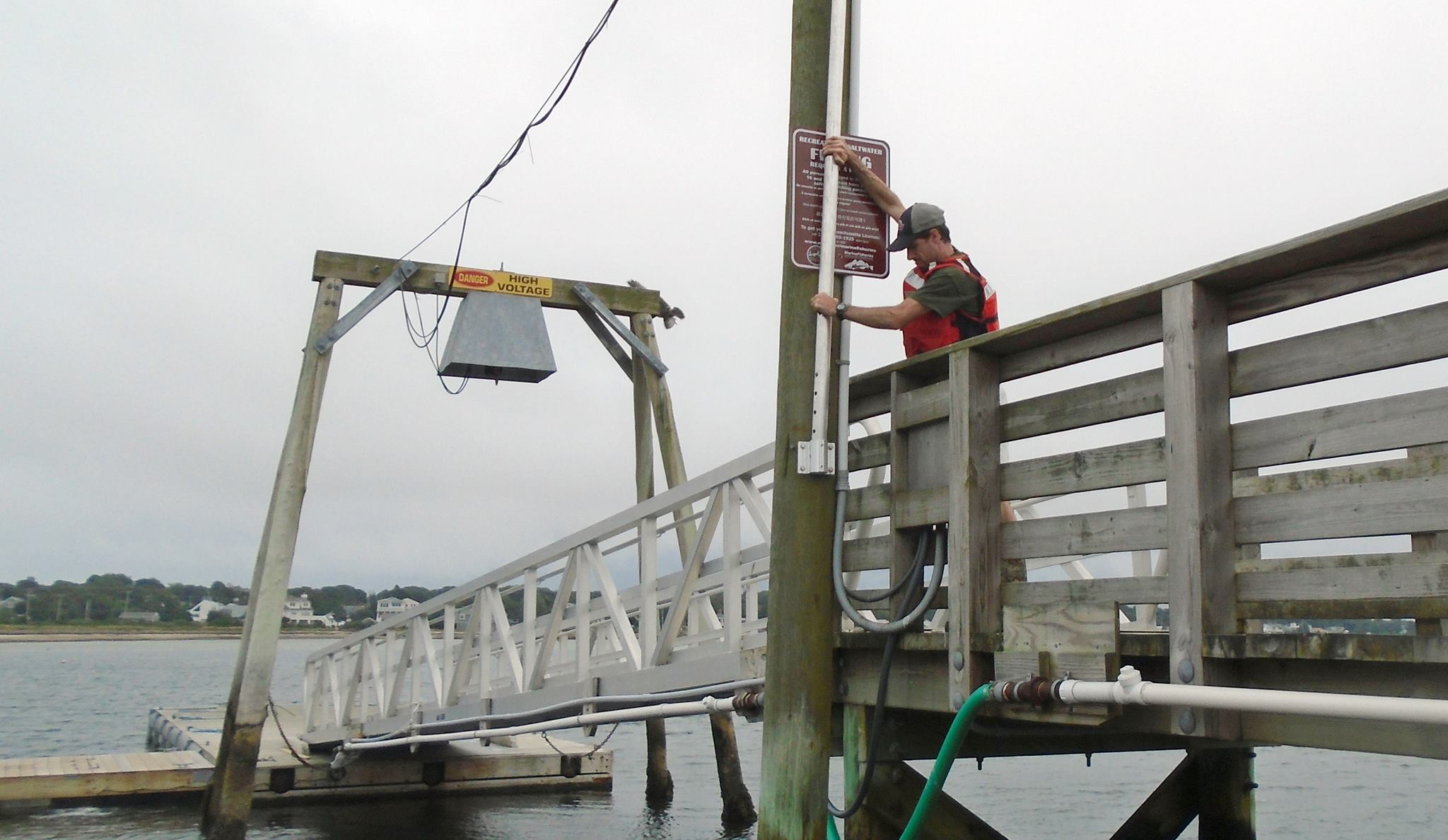
Los especialistas de US Geological Survey instalaron 17 sensores de mareas de tormenta en Connecticut, Massachusetts y Rhode Island.

Antes de la tormenta, los especialistas del Servicio Geológico de los EE. UU. En tres estados instalaron 17 sensores de mareas de tormenta: siete en Connecticut, siete en Massachusetts y tres en Rhode Island, a lo largo de las costas que probablemente recibirán grandes olas y marejadas por la tormenta para recopilar información sobre los efectos de la tormenta. El Centro Nacional de Huracanes emitió una advertencia de tormenta tropical para partes de la costa del Atlántico, incluidos los Outer Banks en Carolina del Norte, a través de Delmarva y la costa de Jersey. También se emitieron advertencias de tormentas tropicales para Long Island y la costa de Connecticut, Rhode Island y Massachusetts. También se publicaron advertencias de marejada ciclónica para Nantucket, Massachusetts y partes de Outer Banks.
El 19 de septiembre, el oleaje y oleaje de José inundaron partes de los Outer Banks de Carolina del Norte, lo que provocó el cierre de carreteras a lo largo de las secciones de la Autopista 12 de Carolina del Norte. La tormenta trajo fuertes vientos y lluvias a Ocean City, Maryland, el 19 de septiembre, con grandes olas y fuertes corrientes inundando un estacionamiento en Ocean City Inlet. La erosión de la arena en la costa nacional de la isla de Assateague forzó el cierre de dos estacionamientos, pero por lo demás tuvo efectos insignificantes. El 19 de septiembre, las olas de José rompieron una duna e inundaron una parte de la Ruta 1 de Delaware en el condado de Sussex, Delaware, lo que obligó a cerrar la carretera y desviar el tráfico. Grandes olas de José causaron la erosión de las playas a lo largo de la costa de Jersey. En North Wildwood, las olas de la tormenta atravesaron un dique y la marea alta causó inundaciones en las calles a lo largo de la bahía. Los daños en North Wildwood alcanzaron un estimado de $ 2 millones (USD 2017). Las inundaciones de José cerraron Ocean Drive entre Avalon y Sea Isle City. Una persona fue encontrada inconsciente después de ser atrapada en una corriente de resaca en Asbury Park; Ella murió en el hospital al día siguiente.
Mientras la tormenta serpenteaba en alta mar, las condiciones de tormenta tropical afectaron partes de la costa de Massachusetts. En Nantucket, el viento sopló a 62 mph (100 km/h), y las precipitaciones en el aeropuerto alcanzaron 6.48 pulg. (165 mm). Los mares agitados provocaron suspensiones del servicio de ferry hacia y desde la isla. Vientos similares afectaron al sur del viñedo de Martha. Estas condiciones derribaron árboles y líneas eléctricas, interrumpieron los viajes y dejaron sin electricidad a más de 43,000 personas. Un árbol cayó sobre un carro en Plymouth, y otro golpeó una casa y un cobertizo cercano en Norton. El daño total fue relativamente ligero, ascendiendo a $ 337,000.